# Aplidiopsis vitreum
Aplidiopsis vitreum är en sjöpungsart som först beskrevs av Fernando Lahille 1887.  Aplidiopsis vitreum ingår i släktet Aplidiopsis och familjen klumpsjöpungar. Inga underarter finns listade i Catalogue of Life.